# 望月想空
望月 想空（もちづき そら、2001年4月3日 - ）は、兵庫県出身のプロサッカー選手。Jリーグ・FC大阪所属。ポジションはフォワード(FW)。

## 来歴
2024年に関西学院大学からFC大阪に加入した。
2024年3月13日、JリーグYBCルヴァンカップ1回戦のいわきFC戦で公式戦デビュー。5月18日のカターレ富山戦でリーグ戦デビュー、7月27日のカマタマーレ讃岐戦でプロ初ゴールを果たしたが、このゴールがJ3リーグ通算7500ゴールとなった。

## 所属クラブ
- FCクリヴォーネ
- ヴィッセル神戸 U-12
- ヴィッセル神戸 U-15
- 関西学院高等部
- 関西学院大学
- 2024年 -  FC大阪

## 個人成績
| 国内大会個人成績 | 国内大会個人成績 | 国内大会個人成績 | 国内大会個人成績 | 国内大会個人成績 | 国内大会個人成績 | 国内大会個人成績 | 国内大会個人成績 | 国内大会個人成績 | 国内大会個人成績 | 国内大会個人成績 | 国内大会個人成績 |
| 年度             | クラブ           | 背番号           | リーグ           | リーグ戦         | リーグ戦         | リーグ杯         | リーグ杯         | オープン杯       | オープン杯       | 期間通算         | 期間通算         |
| 年度             | クラブ           | 背番号           | リーグ           | 出場             | 得点             | 出場             | 得点             | 出場             | 得点             | 出場             | 得点             |
| 日本             | 日本             | 日本             | 日本             | リーグ戦         | リーグ戦         | リーグ杯         | リーグ杯         | 天皇杯           | 天皇杯           | 期間通算         | 期間通算         |
| ---------------- | ---------------- | ---------------- | ---------------- | ---------------- | ---------------- | ---------------- | ---------------- | ---------------- | ---------------- | ---------------- | ---------------- |
| 2024             | FC大阪           | 21               | J3               | 6                | 2                | 1                | 0                | -                | -                | 7                | 2                |
| 2025             | FC大阪           | 39               | J3               |                  |                  |                  |                  |                  |                  |                  |                  |
| 通算             | 日本             | 日本             | J3               | 6                | 2                | 1                | 0                | -                | -                | 7                | 2                |
| 総通算           | 総通算           | 総通算           | 総通算           | 6                | 2                | 1                | 0                | -                | -                | 7                | 2                |

その他の公式戦
- 2024年
  - J2昇格プレーオフ 1試合0得点

出場歴
- Jリーグ初出場：2024年5月18日 J3第14節 カターレ富山戦（富山県総合運動公園陸上競技場）
- Jリーグ初得点：2024年7月27日 J3第23節 カマタマーレ讃岐戦（東大阪市花園ラグビー場）